# Er relajo der Loro
Er relajo der Loro es una película venezolana del año 2012 y dirigida y escrita por John Petrizzelli. La voz de «Er Loro» es prestada por el comediante venezolano Emilio Lovera. Fue estrenada el 15 de junio de 2012 en Venezuela.

## Sinopsis
La película narra la historia de un loro que después de ser vendido a unos traficantes de animales cuando era pequeño en la época de Marcos Pérez Jiménez, va pasando de mano en mano toda su vida y cambiando su nombre dependiendo del dueño, mientras que va observando frente a sus ojos la evolución de Venezuela durante 50 años (desde 1950 hasta el 2000).

## Reparto
- Emilio Lovera - (Voz de "Er Loro")
- Luis Gerónimo Abreu
- Verónica Arellano
- Carolina Torres
- Gonzalo Cubero
- Alejo Felipe
- Adilia Castillo
- Irabé Seguías
- Pedro Porras
- Aroldo Betancourt
- Gonzalo J. Camacho
- Aníbal Grunn